# NGC 6145
NGC 6145 est une galaxie spirale située dans la constellation d'Hercule. Sa vitesse par rapport au fond diffus cosmologique est de 8 622 ± 4 km/s, ce qui correspond à une distance de Hubble de 127,2 ± 8,9 Mpc (∼415 millions d'al). NGC 6145 a été découverte par l'astronome britannique John Herschel en 1828.
Selon la base de données Simbad, NGC 6145 est une galaxie LINER, c'est-à-dire une galaxie dont le noyau présente un spectre d'émission caractérisé par de larges raies d'atomes faiblement ionisés.
À ce jour, une mesure non basée sur le décalage vers le rouge (redshift) donne une distance d'environ 140,000 Mpc (∼457 millions d'al). Cette valeur est légèrement à l’extérieur des valeurs de la distance de Hubble.